# Akuma to Love Song
Akuma to Love Song (悪魔とラブソング, Akuma to Rabu Songu) est un shōjo manga écrit et illustré par Miyoshi Tomori. Il a été prépublié dans le magazine Margaret de l'éditeur Shūeisha entre 2007 et 2011, et treize tomes sont sortis au 25 mai 2011. La version française est éditée par Kana depuis septembre 2011.

## Synopsis
Une nouvelle élève qui a été renvoyée de la prestigieuse école Sainte-Catholia, arrive au lycée de Totsuka. Elle s’appelle Maria Kawai, très belle mais possède un 6e sens qui l’amène à voir les véritables intentions des personnes qui l’entourent. Sa franchise lui attire des ennuis dans sa nouvelle classe et elle se fait martyriser par les élèves. Mais Maria n’est pas décidée à se laisser faire ! Et elle n’est pas seule...

## Personnages
Maria Kawai : C'est une très belle fille sage et franche. Elle est très douée pour les études et le chant. Elle mesure environ 1,70 m. Elle adore ce qui est terriblement sucré. Elle aime ce qui est vaporeux, blanc, mignon et angélique. Elle a un 6e sens qui l'amène à voir les véritables intentions des personnes qui l'entourent.
Yûsuke Kanda : Il mesure 1,79 m. Il court le 50 mètre en 6 secondes. Il se teint les cheveux. Il n'aime pas beaucoup étudier, mais il fait des efforts pour le cours de japonais. Comme il connaît pas mal d'idéogrammes, il accumule des points au tests d'idéogrammes. Il est charmant.
Shin Meguro (ou Megu) : Il mesure 1,83 m. Ses cheveux sont naturellement ondulés. S'il a toujours les sourcils froncés, c'est, entre autres, parce qu'il a une mauvaise vue. D'habitude, il porte des lentilles (jetables, de la marque Acuvue).De nature solitaire.
Tomoyo Kosaka (Nippachi) : Elle aime le noir, les têtes de mort, ce qui pique et le style hard-rock. Mais jusqu'au tome deux elle ne l'a presque jamais montré aux autres ; c'est un plaisir qu'elle garde secret. Contrairement à ce que l'on pourrai croire, elle est habile de ses mains et elle fabrique de petits objets. Elle mesure 1,54 m. Les études ne sont pas son fort. Elle a toujours un petit sourire timide sur les lèvres d'où son surnom nippachi.
Ayu Nakamura : Elle mesure 1,61 m. Sa vie est liée au maquillage. Elle se lève tôt le matin et se prépare pendant une heure. Son brushing lui prend 30 minutes. Elle n'a pas de goût particulier ; elle adopte la mode du moment. Elle essaie d'acheter des vêtements bon marché. elle est habile pour tirer le meilleur parti de son argent de poche.

## Manga

### Fiche technique
- Édition japonaise : Shūeisha
  - Nombre de volumes sortis : 13 (terminé)
  - Date de première publication : juillet 2007
  - Prépublication : Margaret
- Édition française : Kana
  - Nombre de volumes sortis : 13 (terminé)
  - Date de première publication : septembre 2011
  - Format : 115 mm x 175 mm

### Liste des volumes
| no | Japonais          | Japonais          | Français          | Français          |
| no | Date de sortie    | ISBN              | Date de sortie    | ISBN              |
| -- | ----------------- | ----------------- | ----------------- | ----------------- |
| 1  | 25 juillet 2007   | 978-4-08-846193-9 | 9 septembre 2011  | 978-2-5050-1223-8 |
| 2  | 25 octobre 2007   | 978-4-08-846221-9 | 9 septembre 2011  | 978-2-5050-1224-5 |
| 3  | 25 février 2008   | 978-4-08-846263-9 | 4 novembre 2011   | 978-2-5050-1257-3 |
| 4  | 23 mai 2008       | 978-4-08-846294-3 | 17 février 2012   | 978-2-5050-1408-9 |
| 5  | 25 septembre 2008 | 978-4-08-846333-9 | 4 mai 2012        | 978-2-5050-1450-8 |
| 6  | 25 février 2009   | 978-4-08-846382-7 | 6 juillet 2012    | 978-2-5050-1478-2 |
| 7  | 25 juin 2009      | 978-4-08-846417-6 | 21 septembre 2012 | 978-2-5050-1532-1 |
| 8  | 23 octobre 2009   | 978-4-08-846452-7 | 16 novembre 2012  | 978-2-5050-1562-8 |
| 9  | 25 février 2010   | 978-4-08-846493-0 | 1 février 2013    | 978-2-5050-1683-0 |
| 10 | 25 juin 2010      | 978-4-08-846534-0 | 24 mai 2013       | 978-2-5050-1710-3 |
| 11 | 25 octobre 2010   | 978-4-08-846578-4 | 23 août 2013      | 978-2-5050-1711-0 |
| 12 | 25 janvier 2011   | 978-4-08-846611-8 | 8 novembre 2013   | 978-2-5050-1712-7 |
| 13 | 25 mai 2011       | 978-4-08-846652-1 | 7 février 2014    | 978-2-5050-1713-4 |